# オジギビト

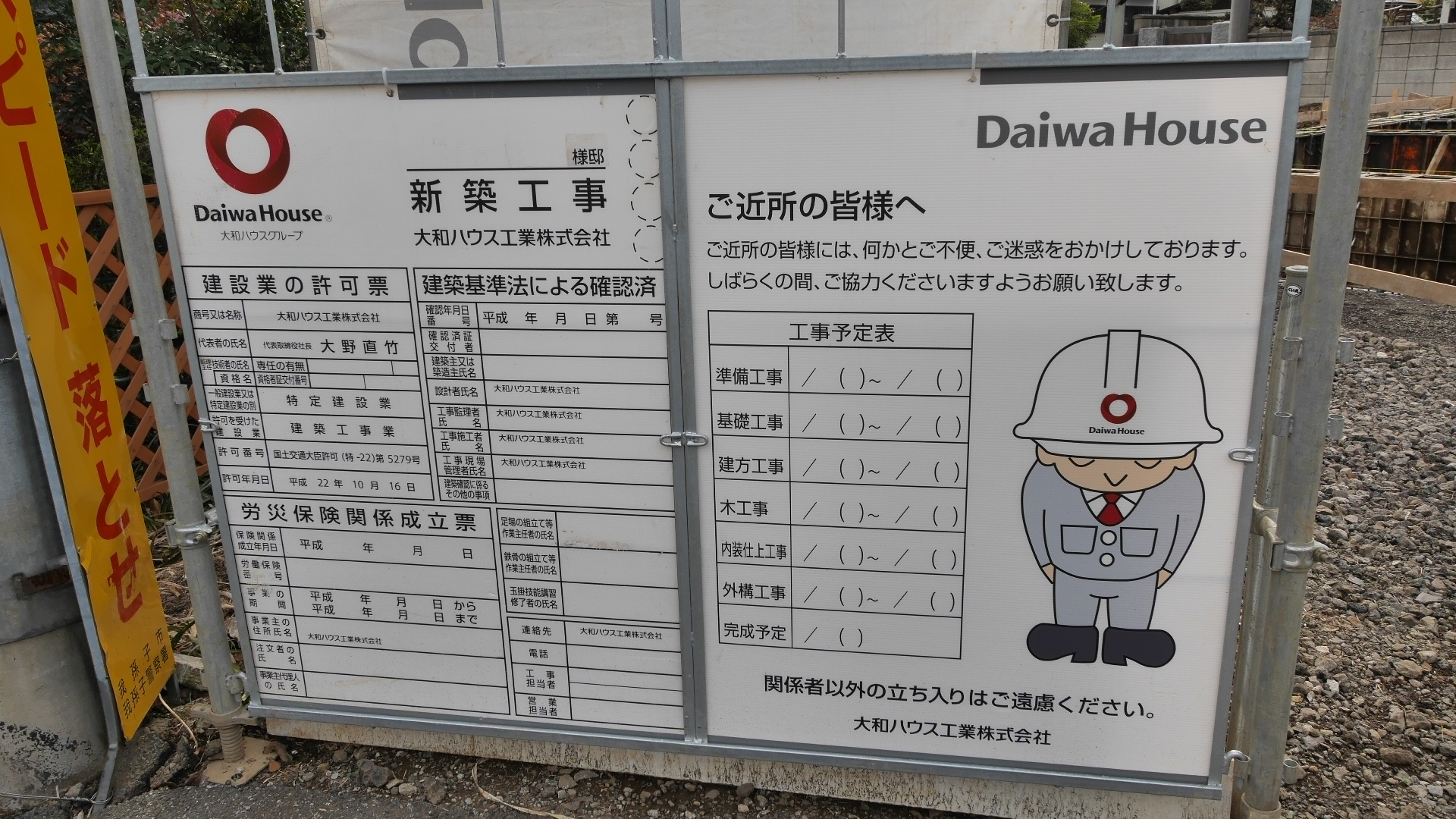
使用例

オジギビトは、工事現場の看板に描かれているキャラクターに対して、漫画家のとり・みきが付けた造語である。

## 概要
工事現場の傍に設置した看板で「ご迷惑をおかけしてます」「工事中ご協力お願いします」といった文面とともに通行人に向けて頭を下げ、注意・警告を呼びかけているキャラクターのことである。そのほとんどが安全帽・安全帯・安全靴（そのほかに腕章やロープ）を身につけている現場作業員の姿である。

### 名称について
オジギビトという言葉は、とり・みきが『平凡パンチ』で連載していた漫画作品『愛のさかあがり』に登場したのが始まりであり、そのお辞儀しているスタイルから、その名が付けられた。その中で読者へオジギビトの募集をかけたところ、作者が思いもよらぬほど大量の写真が送られてきて、それらを作中で発表するオジギビト特集が何度か行われた。しかし作品中で同じく読者へ募集をかけ、テレビ番組の1コーナーとなり、世間的に知名度が高まった「イタイ話」とは対照的に「オジギビト」の名は局地的にしか広まらなかった。連載終了後も断続的に紹介・募集を続け、これまで収集したオジギビトをまとめた本、『街角のオジギビト』を2007年1月に出版した。

## 歴史
オジギビトに関しての資料がほとんどないため断言はできないが、昭和30年代に大成建設が自社専用に出した「安全坊や」がオジギビト第1号だとされる。ただ大成建設の方でも何年何月に誕生したか正確に分かっていない。1964年東京オリンピックを前にだいたい同時期の1966年に生まれた「つくし坊や」等、他社でも似たような看板を設置されるようになり、オリンピック景気・高度経済成長期による建設ラッシュを経て日本中の工事現場に蔓延するようになる。
1980年代後半から1990年代ごろにかけてまでは、絵としてみると違和感があるものが多数あったが、業者独自にデザイン化されたのオジギビトが作られるようになり、また動物型のオジギビトも増えてきている。その一方、何十年も同じデザインで使われてきたオジギビトも存在する。
2016年には宮崎県建設業協会がイメージキャラクターにこの名を使用している。

## 類型
『愛のさかあがり』『街角のオジギビト』の分類による。

### 「ご協力をお願いします」のタイプ
直立不動型
オジギビトのなかでもっともよく見られるタイプ。体を前屈（おじぎ）させたように見せるため顔が下向きになり、眼を閉じているものが多い。
『街角のオジギビト』でとり自身が記述しているとおり、正面からの前屈姿勢を描くのは難しく、無理やり動線をつけて漫画的にしているケースも多い。
ハニワ型
片手が肩より上に位置するオジギビトを、便宜的に分類したもの。敬礼の形が多いが、「やあ」と声を掛けているように見えるものもある。
仁義型
腰より低い位置にある看板中の文字を指そうとしたため、背を少し曲げ、片手を前に差し出した「渡世人が仁義を切る」姿のように見えるオジギビト。
モタレ型
看板のなかに描かれた、メッセージが書かれた看板（看板内看板）にもたれ掛かっているオジギビト。
もはやおじぎの意図はないが、役割が同じである以上オジギビトとして分類される。

### 立入禁止を呼びかけているタイプ
見得切り型
歌舞伎の見得を切るように、手のひらをこちらに向けて停止を求めているタイプのオジギビト。
ベンケイ型
弁慶の立ち往生のように、大の字のシルエットで描かれているオジギビト。両手を前方に突き出すタイプもこの分類に入る。
礼儀正しいタイプ
安全帽を脱いで陳謝しているタイプのオジギビト。

### その他、身体的特徴による分類
カマボコ目
かまぼこのような、底の平たい半円形の眼。少し柔和な感じが出ている。
エラーマン
えらが張っている顔であり、泉昌之の漫画の登場人物から名づけた。カマボコ目であることが多い。

## 世界のオジギビト
オジギビトと似たような工事看板は台湾・韓国に見られることが確認されている。
しかし、欧米では、このようなオジギビトは見られず、人型ピクトグラムが書かれた道路標識のようなものが存在する。これについては欧米にお辞儀の文化がないためと、とり・みきは主張している。

## 参考資料
- とり・みき『愛のさかあがり 上/下』筑摩書房
- とり・みき『街角のオジギビト』筑摩書房